# Silvana López Moreira
Silvana López Moreira Bó (née le 31 janvier 1974 à Asunción) est l'actuelle Première dame du Paraguay (en) depuis le 15 août 2018 en tant qu'épouse du président Mario Abdo Benítez. 

## Biographie

### Jeunesse et formation
Silvana López Moreira vient d'une famille aisée. Elle est la fille de Néstor López Moreira et Rossana Bó. Son grand-père maternel est l'entrepreneur Nicolas Bó, qui a amassé sa fortune sous le régime du défunt dictateur paraguayen Alfredo Stroessner,. Sa cousine, Gabriela Bó, a été brièvement mariée au chanteur mexicain Cristian Castro.
Alors qu'elle est adolescente et fréquente l'École supérieure de San Andrés à Asunción, elle y rencontre Mario Abdo Benítez, avec qui elle vit une idylle.
Silvana López Moreira fréquente ensuite l'université polytechnique et artistique du Paraguay, où elle obtient un diplôme en relations publiques,, ainsi que l'Universidad Americana (en), où elle obtient un diplôme en marketing.
Dans les années 1990, elle épouse l'éleveur José Félix Ugarte. Le couple a deux fils et une fille,,. en 2007, elle épouse en secondes noces Mario Abdo Benítez. Le couple a un fils, Mauricio.

### Première dame du Paraguay

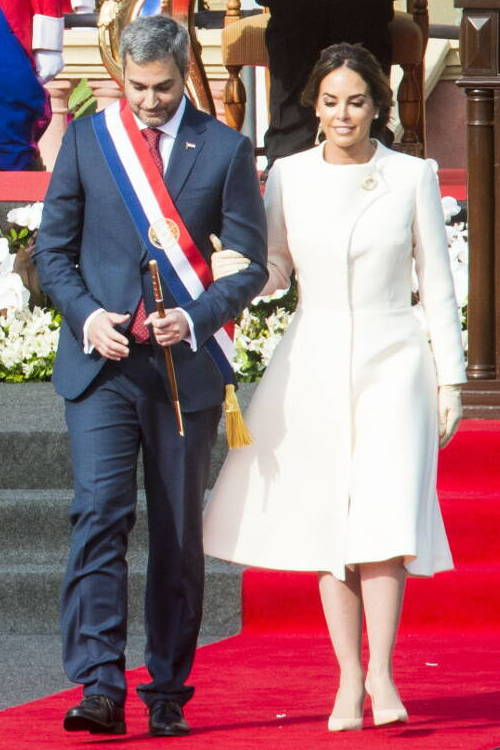
López Moreira avec son mari Mario Abdo Benítez lors de son entrée en fonction.

Lors de l'entrée en fonction de Benítez, Silvana López Moreira se distingue en portant une robe en ñandutí (en) (un tissu typique du Paraguay fait à la main), réalisée et brodée par des tisserands d'Itauguá, ville connue pour sa production de tissu,. Son arrivée marque la réouverture du bureau de la Première dame de ce pays après qu'il a été fermé par l'ancien président, Horacio Cartes, lequel était divorcé.
En février 2019, elle aurait contracté la fièvre de la dengue pendant l'épidémie de dengue de 2019-2020, après que son mari ait été infecté le mois précédent.
En 2020, elle anime Aikuaa (« Savoir » en langue guarani), une émission destinée à soutenir des entrepreneurs pendant la pandémie de Covid-19. L'émission est diffusée sur la chaîne d'État Paraguay TV, ainsi que sur les médias sociaux.
Après l'effondrement de l'immeuble Champlain Towers South à Surfside en Floride le 21 juin 2021, le ministère des Affaires étrangères déclare qu'il ne pouvait pas localiser la sœur de Susanna Lopez Moreira, le mari de sa sœur et ses trois enfants.